# Hólger Quiñónez
Hólger Abraham Quiñónez (San Carlos, 18 augustus 1962) is een voormalig Ecuadoraans profvoetballer, die speelde als centrale verdediger gedurende zijn loopbaan.

## Clubcarrière
Quiñónez kwam onder meer uit voor Barcelona SC, Club Sport Emelec en Deportivo Pereira. Met Barcelona werd hij driemaal landskampioen van zijn vaderland Ecuador.

## Interlandcarrière
Quiñónez, bijgenaamd Piquetero, speelde in totaal vijftig interlands voor Ecuador in de periode 1984-1999. Onder leiding van de Braziliaanse bondscoach Antoninho Ferreira maakte hij zijn debuut op 7 december 1984 in de vriendschappelijke wedstrijd tegen Honduras, die eindigde in een 0-0 gelijkspel. Quiñónez nam met zijn vaderland deel aan vijf edities van de strijd om de Copa América: 1989, 1991, 1993, 1995 en 1999.

## Erelijst
Barcelona SC
- Campeonato Ecuatoriano

1985, 1987, 1989
 Vasco da Gama
- Campeonato Brasileiro

1989